# NK Izola
El NK Izola fue un equipo de fútbol de Eslovenia que llegó a jugar en la Prva SNL, la liga de fútbol más importante del país.

## Historia
Fue fundado en el año 1923 en la ciudad de Izola con el nombre Club Calcistico Giovanile Isola d'Istria, en tiempos en que la ciudad formaba parte de Italia. Entre 1930-1946 fue conocido como Ampelea Isola d'Istria y jugó en la Serie C de Italia entre 1937-1946.
Para la temporada 1946/47 se unieron a Yugoslavia como el MNK Izola y en la temporada de 1992/93 en la Prva SNL se llamaban Belvedur Izola, uno de los miembros fundadores de la Liga luego de la separación de Eslovenia de Yugoslavia. Luego de la Temporada 1994/95, cambiaron su nombre por el de NK Izola y al final de la Temporada 1995/96, el equipo desapareció.
Un equipo sucesor reclama los logros y la trayectoria del equipo, el MNK Izola, pero no es legalmente considerado el sucesor del equipo original y el historial de ambos clubes se consideran por separado.
Participó en 5 temporadas en la Prva SNL, todas de manera consecutiva, fue campeón de la Liga en 1 ocasión en las épocas de la antigua Yugoslavia y nunca ganó el título de Copa.
A nivel internacional participó en 1 torneo continental, en la Copa UEFA de 1992/93, en donde fue eliminado en la Primera Ronda por el SL Benfica de Portugal.

## Palmarés
- Liga de la República de Eslovenia: 1

1989-90

## Participación en competiciones de la UEFA
- Copa UEFA: 1 aparición

1993 - Primera Ronda

### Partidos en UEFA
| Temporada | Torneo    | Ronda | País     | Club    | Marcador |
| --------- | --------- | ----- | -------- | ------- | -------- |
| 1992/93   | Copa UEFA | 1     | Portugal | Benfica | 0-3, 0-5 |

## Jugadores destacados
- Boško Boškovič
- Dejan Djuranovič
- Dragan Talajić
- Anton Žlogar
- Mladen Rudonja
- Darko Milanič